# Renault Project HJF
Renault Project HJF (nume provizoriu) este un viitor SUV care va apărea pe piață în 2024 cu un motor 1.0 Turbo Flex. Modelul va debuta noua platformă CMF-B în Brazilia, după cum a confirmat Renault.